# Evgeni Kafelnikov
Evgeni Alexandrovitch Kafelnikov, em russo Евгений Александрович Кафельников, (Sochi, 18 de fevereiro de 1974) é um ex-tenista russo, que foi número 1 mundial na classificação da ATP em 3 de maio de 1999. Em duplas sua melhor posição no ranking foi quarto em 30 de março de 1998.
Foi também um dos principais adversários do brasileiro Guga, tendo sido eliminado pelo brasileiro nas três vezes em que Guga foi campeão do Torneio de Roland-Garros. Vale lembrar a grande partida de Roland Garros no ano de 2000, em que esteve muito próximo de eliminar Guga do torneio, quando tinha 40 a 15 a seu favor, e naquela altura ganhava a partida por 2 sets a 1.
Kafelnikov sempre foi bem nas duplas, tendo sido campeão de diversos torneios, quase todos em parceria com o sul-africano Wayne Ferreira.Em 1997 perdeu a final do Tennis Masters Cup (torneio que em cada fim de ano reúne os oito melhores tenistas do mundo) para Pete Sampras. Foi campeão dos Jogos Olímpicos de Verão de 2000, eliminando Guga do torneio.

## Grand Slam Finais: 8 (6-2)

### Simples: 3 (2–1)
| Resultado | Ano  | Campeonato      | Piso   | Oponente       | Placar                  |
| --------- | ---- | --------------- | ------ | -------------- | ----------------------- |
| Campeão   | 1996 | Roland Garros   | Saibro | Michael Stich  | 7–6(7–4), 7–5, 7–6(7–4) |
| Campeão   | 1999 | Australian Open | Duro   | Thomas Enqvist | 4–6, 6–0, 6–3, 7–6(7–1) |
| Vice      | 2000 | Australian Open | Duro   | Andre Agassi   | 6–3, 3–6, 2–6, 4–6      |

### Duplas: 5 (4–1)
| Resultado | Ano  | Campeonato    | Piso   | Parceiro      | Oponentes                      | Placar             |
| --------- | ---- | ------------- | ------ | ------------- | ------------------------------ | ------------------ |
| Campeão   | 1996 | Roland Garros | Saibro | Daniel Vacek  | Jakob Hlasek Guy Forget        | 6–2, 6–3           |
| Campeão   | 1997 | Roland Garros | Saibro | Daniel Vacek  | Todd Woodbridge Mark Woodforde | 7–6(7–1), 4–6, 6-3 |
| Campeão   | 1997 | US Open       | Duro   | Daniel Vacek  | Jonas Björkman Nicklas Kulti   | 7–6(10–8), 6–3     |
| Campeão   | 2002 | Roland Garros | Saibro | Paul Haarhuis | Mark Knowles Daniel Nestor     | 7–5, 6–4           |
| Vice      | 2003 | Roland Garros | Saibro | Paul Haarhuis | Bob Bryan Mike Bryan           | 6–7(3–7), 3–6      |

## Olimpíadas

### Simples: 1 (1 ouro)
| Resultado | Ano  | Campeonato | Piso | Oponente   | Placar                       |
| --------- | ---- | ---------- | ---- | ---------- | ---------------------------- |
| Ouro      | 2000 | Sydney     | Duro | Tommy Haas | 7–6(7–4), 3–6, 6–2, 4–6, 6–3 |

## ATP Finals

### Simples: 1 (0–1)
| Resultado | Ano  | Campeonato            | Piso     | Oponente     | Placar        |
| --------- | ---- | --------------------- | -------- | ------------ | ------------- |
| Vice      | 1997 | ATP World Tour Finals | Duro (i) | Pete Sampras | 3–6, 2–6, 2–6 |

## ATP Masters Series: 16 (7–9)

### Simples: 5 (0–5)
| Resultado | Ano  | Campeonato        | Piso     | Oponente           | Placar                        |
| --------- | ---- | ----------------- | -------- | ------------------ | ----------------------------- |
| Vice      | 1994 | Hamburg Masters   | Saibro   | Andrei Medvedev    | 4–6, 4–6, 6–3, 3–6            |
| Vice      | 1996 | Paris Masters     | Carpete  | Thomas Enqvist     | 2–6, 4–6, 5–7                 |
| Vice      | 1998 | Stuttgart Masters | Duro (i) | Richard Krajicek   | 4–6, 3–6, 3–6                 |
| Vice      | 1999 | du Maurier Open   | Duro     | Thomas Johansson   | 6–1, 3–6, 3–6                 |
| Vice      | 2001 | Paris Masters     | Carpete  | Sébastien Grosjean | 6–7(3–7), 1–6, 7–6 (7-5), 4–6 |

### Duplas: 11 (7–4)
| Resultado | Ano  | Campeonato           | Piso    | Parceiro         | Oponentes                      | Placar         |
| --------- | ---- | -------------------- | ------- | ---------------- | ------------------------------ | -------------- |
| vice      | 1994 | Monte Carlo Masters  | Saibro  | Daniel Vacek     | Nicklas Kulti Magnus Larsson   | 6–3, 6–7, 4–6  |
| Campeão   | 1994 | Roma Masters         | Saibro  | David Rikl       | Wayne Ferreira Javier Sánchez  | 6–1, 7–5       |
| Campeão   | 1995 | Hamburg Masters      | Saibro  | Wayne Ferreira   | Byron Black Andrei Olhovskiy   | 6–1, 7–6       |
| Campeão   | 1995 | du Maurier Open      | Duro    | Andrei Olhovskiy | Brian MacPhie Sandon Stolle    | 6–2, 6–2       |
| Vice      | 1996 | Paris Masters        | Carpete | Daniel Vacek     | Jacco Eltingh Paul Haarhuis    | 4–6, 6–4, 6–7  |
| Campeão   | 2000 | Monte Carlo Masters  | Saibro  | Wayne Ferreira   | Paul Haarhuis Sandon Stolle    | 6–3, 2–6, 6–1  |
| Vice      | 2000 | Roma Masters         | Saibro  | Wayne Ferreira   | Martin Damm Dominik Hrbatý     | 4–6, 6–4, 3–6  |
| Campeão   | 2001 | Indian Wells Masters | Duro    | Wayne Ferreira   | Jonas Björkman Todd Woodbridge | 6–2, 7–5       |
| Campeão   | 2001 | Roma Masters         | Saibro  | Wayne Ferreira   | Daniel Nestor Sandon Stolle    | 6–4, 7–6(8–6)  |
| Vice      | 2002 | Monte Carlo Masters  | Saibro  | Paul Haarhuis    | Jonas Björkman Todd Woodbridge | 3–6, 6–3, 7–10 |
| Campeão   | 2003 | Indian Wells Masters | Duro    | Wayne Ferreira   | Bob Bryan Mike Bryan           | 3–6, 7–5, 6–4  |